# アーティスト・イン・レジデンス
アーティスト・イン・レジデンス（英: Artist-in-residence program）は、各種の芸術制作を行う人物を一定期間ある土地に招聘し、その土地に滞在しながらの作品制作を行わせる事業のことである。

## 概要
作家を招聘して作品制作を行わせる行為は、ミケランジェロが工房のあるローマに招聘されてシスティーナ礼拝堂天井画を描いたことなど、ルネサンス以前から存在していた。原点は1666年、フランスの王立アカデミーがヴィラ・メディチを買い取り、ローマ賞受賞者を留学させたことにさかのぼる。20世紀初頭、ニューヨーク州にYaddoやWoodstock Guild/ Byrdcliffe Arts Colonyといった滞在型の制作スタジオが設立されたのがはじまりとされる。
現在日本でも、『滋賀県立陶芸の森』、『アーカス・プロジェクトいばらき』、『秋吉台国際芸術村』、『KIITOアーティスト・イン・レジデンス』、『PARADISE AIR』、『城崎国際アートセンター』や『寿オルタナティブネットワーク』などをはじめ、アーティストが住み込むことによるアートの芽吹きに注目が集まっている。

またアーティストを漫画家に特化した取り組みとして『コミック・アーティスト・イン・レジデンス』事業も行われている。